# Ignace Lowie
Ignace Cyriel Lowie (Roeselare, 2 juni 1958) is een voormalig Belgisch politicus voor Vlaams Blok, vervolgens  CD&V en dan weer Vlaams Belang.

## Levensloop
Lowie is een zoon van de schrijnwerker en heemkundige Michel Lowie (1925-2012) en Agnes Carron (1934-1996). Hij trouwde met Maria Van Lathem (1956) en ze hebben een zoon en een dochter.
Hij liep school eerst in Handzame, vervolgens aan het Sint-Janscollege van Meldert-Honsem en aan het Klein Seminarie van Roeselare. Na studies economie werkte hij van 1981 tot 1992 als ambtenaar op het Ministerie van Financiën.
In zijn jeugdjaren was hij geïnteresseerd in de Vlaamse Beweging en werd sympathisant van de Volksunie. In 1984 verhuisde hij van Handzame naar Antwerpen en begon er bijeenkomsten bij te wonen van de Vlaams-Nationale Debatclub. In 1990 werd hij lid van Were Di en redacteur en van 1994 tot 1996 redactiesecretaris van Dietsland-Europa.
In 1985 werd hij lid van het Vlaams Blok (VB) en oefende er diverse functies uit: voorzitter en bestuurslid van de afdeling Berchem, van 1986 tot 1987 secretaris en van 1987 tot 1992 voorzitter van de afdeling van het arrondissement Antwerpen en vanaf 1987 lid van de nationale partijraad. Hij werd ook bestuurslid en ondervoorzitter van de Vereniging van Vlaams Blok Mandatarissen.
In 1989 werd hij provincieraadslid van Antwerpen, in opvolging van Wim Verreycken, die senator werd. Hij was er voorzitter van de VB-fractie van 1991 tot aan zijn ontslag in 1995.
In 1992 verliet hij de ambtenarij en ging hij werken op het secretariaat van de VB-fractie in de Vlaamse Raad. Bij de verkiezingen van 1995 werd hij verkozen tot lid van de Kamer van volksvertegenwoordigers. Hij ging zetelen in de commissies Herziening van de Grondwet, Hervorming van de Instellingen en Buitenlandse Betrekkingen en was eveneens lid van het Adviescomité voor Europese Aangelegenheden. Bij de verkiezingen van 1999 stond hij als eerste opvolger op de Kamerlijst. Daarnaast zetelde hij van 1993 tot 2001 in de districtsraad van Berchem, waar hij eveneens werd benoemd tot fractievoorzitter, een functie die hij uitoefende van 2000 tot 2001. Tussen 1999 en 2001 was hij hoofdredacteur van het radicale tijdschrift 'Revolte'.
Op 22 februari 2001 stapte hij uit het VB. In de provincieraad, waar hij opnieuw voor was verkozen in 2000, zetelde hij verder als onafhankelijke. In april 2002 sloot hij zich aan bij de CD&V en zetelde tot aan het einde van de legislatuur in 2006 verder als CD&V-mandataris in de Antwerpse provincieraad. Ook hernam hij van 2000 tot 2003 zijn betrekking bij het Ministerie van Financiën en werkte hij vanaf 2003 bij de Federale Overheidsdienst Binnenlandse Zaken. In 2009 verhuisde Lowie naar Brugge. Vervolgens werd hij gediplomeerd gids van de Vlaamse Gemeenschap en stadsgids van Brugge.
Bij de gemeenteraadsverkiezingen van 2018 kwam hij in Brugge op voor het Vlaams Belang. Hij werd echter niet verkozen. Eind 2022 werd hij bestuurslid van de Vlaams Belang-afdeling in Brugge. Ook in oktober 2024 raakte Lowie niet verkozen als gemeenteraadslid in Brugge.

## Publicaties
- De Boerenstaat, 1991.
- Antwerpen, culturele of multiculturele hoofdstad?, 1992.
- Memorandum Zuid-Vlaanderen, 1992.
- Hebben de provincies nog toekomst?, 1994.
- Een vrij en herenigd Tirol van Kufstein tot Salurn, 1996.
- Wie en wat zijn wij?, 1996.
- Wij zijn nationalisten, 2000.
- Geschiedenis van Handzame, 2010.